# Worstelen op de Olympische Zomerspelen 1980

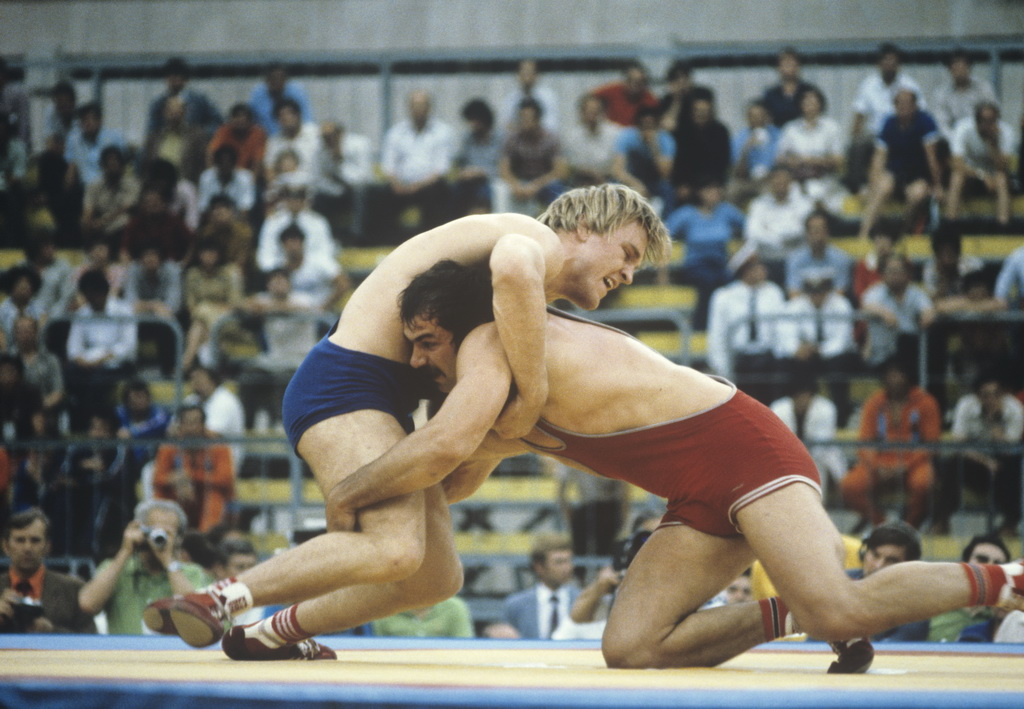
Worstelen vrije stijl tijdens de Olympische Zomerspelen van 1980.

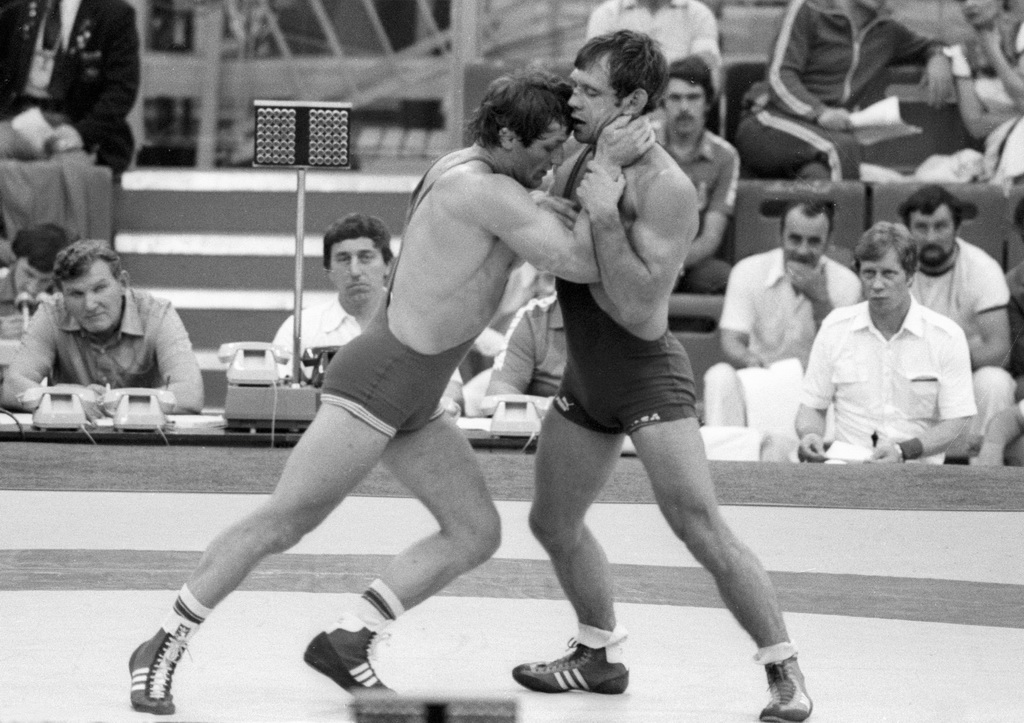
De finale Grieks-Romeins tot 74 kg tussen Kocsis en Bykov

Worstelen is een van de sporten die beoefend werden tijdens de Olympische Zomerspelen 1980 in Moskou.

## Heren

### Grieks-Romeins

#### licht vlieggewicht (tot 48 kg)
| rang   | sporter              | land |
| ------ | -------------------- | ---- |
| Goud   | Zaksylik Usjkempirov | URS  |
| Zilver | Constantin Alexandru | ROU  |
| Brons  | Ferenc Seres         | HUN  |
| 4      | Pavel Khristov       | BUL  |
| 5      | Reijo Haaparanta     | FIN  |
| 6      | Alfredo Olvera       | MEX  |
| 7      | Vincenzo Maenza      | ITA  |
| 8      | Roman Kierpacz       | POL  |

#### vlieggewicht (tot 52 kg)
| rang   | sporter               | land |
| ------ | --------------------- | ---- |
| Goud   | Vakhtang Blagidze     | URS  |
| Zilver | Lajos Rácz            | HUN  |
| Brons  | Mladen Mladenov       | BUL  |
| 4      | Nicu Gingă            | ROU  |
| 5      | Antonín Jelínek       | TCH  |
| 6      | Stanisław Wróblewski  | POL  |
| 7      | Taisto Halonen        | FIN  |
| 8      | Abdulnasser El-Oulabi | SYR  |

#### bantamgewicht (tot 57 kg)
| rang   | sporter             | land |
| ------ | ------------------- | ---- |
| Goud   | Sjamil Serikov      | URS  |
| Zilver | Józef Lipień        | POL  |
| Brons  | Benni Ljungbeck     | SWE  |
| 4      | Mihai Boţilă        | ROU  |
| 5      | Antonino Caltabiano | ITA  |
| 6      | Josef Krysta        | TCH  |
| 7      | Gyula Molnár        | HUN  |
| 8      | Georgi Donev        | BUL  |

#### vedergewicht (tot 62 kg)
| rang   | sporter            | land |
| ------ | ------------------ | ---- |
| Goud   | Stylianos Migiakis | GRE  |
| Zilver | István Tóth        | HUN  |
| Brons  | Boris Kramorenko   | URS  |
| 4      | Ivan Frgić         | YUG  |
| 5      | Panajot Kirov      | BUL  |
| 6      | Kazimierz Lipień   | POL  |
| 7      | Radwan Karout      | SYR  |
| 8      | Michal Vejsada     | TCH  |

#### lichtgewicht (tot 68 kg)
| rang   | sporter           | land |
| ------ | ----------------- | ---- |
| Goud   | Ştefan Rusu       | ROU  |
| Zilver | Andrzej Supron    | POL  |
| Brons  | Lars-Erik Skiöld  | SWE  |
| 4      | Soeren Nalbandjan | URS  |
| 5      | Buyandelger Bold  | MGL  |
| 6      | Ivan Atanassov    | BUL  |
| 7      | Reinhard Hartmann | AUT  |
| 8      | Károly Gaál       | HUN  |

#### weltergewicht (tot 74 kg)
| rang | sporter             | land |
| ---- | ------------------- | ---- |
| 1.   | Ferenc Kocsis       | HUN  |
| 2.   | Anatoli Bykov       | URS  |
| 3.   | Mikko Huhtala       | FIN  |
| 4.   | Janko Sjopov        | BUL  |
| 5.   | Lennart Lundell     | SWE  |
| 6.   | Vítězslav Mácha     | TCH  |
| 7.   | Gheorghe Minea      | ROU  |
| 8.   | Jacques van Lancker | BEL  |

#### middengewicht (tot 82 kg)
| rang   | sporter            | land |
| ------ | ------------------ | ---- |
| Goud   | Gennadi Korban     | URS  |
| Zilver | Jan Dołgowicz      | POL  |
| Brons  | Pavel Pavlov       | BUL  |
| 4      | Leif Andersson     | SWE  |
| 5      | Detlef Kühn        | GDR  |
| 6      | Mihály Toma        | HUN  |
| 7      | Mohammad El-Oulabi | SYR  |
| 8      | Miroslav Janota    | TCH  |

#### halfzwaargewicht (tot 90 kg)
| rang   | sporter             | land |
| ------ | ------------------- | ---- |
| Goud   | Norbert Növényi     | HUN  |
| Zilver | Igor Kanygin        | URS  |
| Brons  | Petre Dicu          | ROU  |
| 4      | Frank Andersson     | SWE  |
| 5      | Thomas Horschel     | GDR  |
| 6      | José Poll           | CUB  |
| 7      | Christophe Andanson | FRA  |
| 8      | Georgios Pozidis    | GRE  |

#### zwaargewicht (tot 100 kg)
| rang   | sporter               | land |
| ------ | --------------------- | ---- |
| Goud   | Georgi Raikov         | BUL  |
| Zilver | Roman Bierła          | POL  |
| Brons  | Vasile Andrei         | ROU  |
| 4      | Refik Memišević       | YUG  |
| 5      | Georgios Pikilidis    | GRE  |
| 6      | Oldřich Dvořák        | TCH  |
| 7      | Nikolai Balbosjin     | URS  |
| 8      | Svend Erik Studsgaard | DEN  |

#### superzwaargewicht (boven 100 kg)
| rang   | sporter               | land |
| ------ | --------------------- | ---- |
| Goud   | Aleksandr Koltsjinski | URS  |
| Zilver | Aleksandr Tomov       | BUL  |
| Brons  | Hassan Bchara         | LIB  |
| 4      | József Farkas         | HUN  |
| 5      | Prvoslav Ilić         | YUG  |
| 6      | Arturo Díaz           | CUB  |
| 7      | Roman Codreanu        | ROU  |
| 8      | Marek Galiński        | POL  |

### Vrije stijl

#### licht vlieggewicht (tot 48 kg)
| rang   | sporter           | land |
| ------ | ----------------- | ---- |
| Goud   | Claudio Pollio    | ITA  |
| Zilver | Jang Se Hong      | PRK  |
| Brons  | Sergej Kornilajev | URS  |
| 4      | Jan Falandys      | POL  |
| 5      | Mahabir Singh     | IND  |
| 6      | Laszló Biró       | HUN  |
| 7      | Roemen Jordanov   | BUL  |
| 8      | Gheorghe Rasovean | ROU  |

#### vlieggewicht (tot 52 kg)
| rang   | sporter             | land |
| ------ | ------------------- | ---- |
| Goud   | Anatoli Beloglazov  | URS  |
| Zilver | Władyslaw Stecyk    | POL  |
| Brons  | Nermedin Selimov    | BUL  |
| 4      | Lajos Szabó         | HUN  |
| 5      | Jang Dok Ryong      | PRK  |
| 6      | Nanzadying Burgedaa | MGL  |
| 7      | Koce Efremov        | YUG  |
| 8      | Hartmut Reich       | GDR  |

#### bantamgewicht (tot 57 kg)
| rang   | sporter             | land |
| ------ | ------------------- | ---- |
| Goud   | Sergej Beloglazov   | URS  |
| Zilver | Li Ho Pyong         | PRK  |
| Brons  | Dugarsuren Ouinbold | MGL  |
| 4      | Ivan Tzotsjev       | BUL  |
| 5      | Aurel Neagu         | ROU  |
| 6      | Wiesław Kończak     | POL  |
| 7      | Karim Salman Muhsin | IRQ  |
| 8      | Sándor Németh       | HUN  |

#### vedergewicht (tot 62 kg)
| rang   | sporter                | land |
| ------ | ---------------------- | ---- |
| Goud   | Magomedgasan Aboesjev  | URS  |
| Zilver | Mikho Doekov           | BUL  |
| Brons  | Giorgos Hatziioannidis | GRE  |
| 4      | Raul Cascaret          | CUB  |
| 5      | Aurel Şuteu            | ROU  |
| 6      | Ulzibayar Nasanjargal  | MGL  |
| 7      | Brian Aspen            | GBR  |
| 8      | Zoltán Szalontai       | HUN  |

#### lichtgewicht (tot 68 kg)
| rang   | sporter            | land |
| ------ | ------------------ | ---- |
| Goud   | Saipoella Absaidov | URS  |
| Zilver | Ivan Jankov        | BUL  |
| Brons  | Šaban Sejdi        | YUG  |
| 4      | Jagmander Singh    | IND  |
| 5      | Eberhard Probst    | GDR  |
| 6      | Octavian Duşa      | ROU  |
| 7      | Ali Hussain Faris  | IRQ  |
| 8      | Pekka Rauhala      | FIN  |

#### weltergewicht (tot 74 kg)
| rang   | sporter            | land |
| ------ | ------------------ | ---- |
| Goud   | Valentin Raitsjev  | BUL  |
| Zilver | Jamtsying Davaajav | MGL  |
| Brons  | Dan Karabin        | TCH  |
| 4      | Pavel Pinigin      | URS  |
| 5      | Ryszard Ścigalski  | POL  |
| 6      | Rajander Singh     | IND  |
| 7      | István Fehér       | HUN  |
| 8      | Riccardo Niccolini | ITA  |

#### middengewicht (tot 82 kg)
| rang   | sporter               | land |
| ------ | --------------------- | ---- |
| Goud   | Ismail Abilov         | BUL  |
| Zilver | Magomedkhan Aratsilov | URS  |
| Brons  | István Kovács         | HUN  |
| 4      | Henryk Mazur          | POL  |
| 5      | Abdula Memedi         | YUG  |
| 6      | Zevegying Duvchin     | MGL  |
| 7      | Günter Busarello      | AUT  |
| 8      | Mohammad El-Oulabi    | SYR  |

#### halfzwaargewicht (tot 90 kg)
| rang   | sporter                | land |
| ------ | ---------------------- | ---- |
| Goud   | Sanasar Oganesjan      | URS  |
| Zilver | Uwe Neupert            | GDR  |
| Brons  | Aleksander Cichoń      | POL  |
| 4      | Ivan Ginov             | BUL  |
| 5      | Dashdorj Tserentogtokh | MGL  |
| 6      | Christophe Andanson    | FRA  |
| 7      | Ion Ivanov             | ROU  |
| 8      | Mick Pikos             | AUS  |

#### zwaargewicht (tot 100 kg)
| rang   | sporter              | land |
| ------ | -------------------- | ---- |
| Goud   | Ilja Mate            | URS  |
| Zilver | Slavtsjo Tsjervenkov | BUL  |
| Brons  | Július Strnisko      | TCH  |
| 4      | Harald Büttner       | GDR  |
| 5      | Tomasz Busse         | POL  |
| 6      | Vasile Puşcaşu       | ROU  |
| 7      | Barbaro Morgan       | CUB  |
| 8      | Khorloo Baianmonkh   | MGL  |

#### superzwaargewicht (boven 100 kg)
| rang   | sporter        | land |
| ------ | -------------- | ---- |
| Goud   | Soslan Andijev | URS  |
| Zilver | József Balla   | HUN  |
| Brons  | Adam Sandurski | POL  |
| 4      | Roland Gehrke  | GDR  |
| 5      | Andrei lanko   | ROU  |
| 6      | Mamadou Sakho  | SEN  |
| 7      | Petar Ivanov   | BUL  |
| 8      | Arturo Díaz    | CUB  |

## Medaillespiegel
| rang   | land              | goud | zilver | brons | totaal |
| ------ | ----------------- | ---- | ------ | ----- | ------ |
| 1      | Sovjet-Unie       | 12   | 3      | 2     | 17     |
| 2      | Bulgarije         | 3    | 4      | 3     | 10     |
| 3      | Hongarije         | 2    | 3      | 2     | 7      |
| 4      | Roemenië          | 1    | 1      | 2     | 4      |
| 5      | Griekenland       | 1    | 0      | 1     | 2      |
| 6      | Italië            | 1    | 0      | 0     | 1      |
| 7      | Polen             | 0    | 5      | 2     | 7      |
| 8      | Noord-Korea       | 0    | 2      | 0     | 2      |
| 9      | Mongolië          | 0    | 1      | 1     | 2      |
| 10     | DDR               | 0    | 1      | 0     | 1      |
| 11     | Tsjecho-Slowakije | 0    | 0      | 2     | 2      |
| 11     | Zweden            | 0    | 0      | 2     | 2      |
| 13     | Finland           | 0    | 0      | 1     | 1      |
| 13     | Joegoslavië       | 0    | 0      | 1     | 1      |
| 13     | Libanon           | 0    | 0      | 1     | 1      |
| totaal | totaal            | 20   | 20     | 20    | 60     |